# Jeney Jenő Béla
Jeney Jenő Béla (Érendréd, 1874. május 30. – Budapest, VI. kerület, 1950. május 18.) festőművész, grafikus, illusztrátor, karikaturista. Jeney Ernő építész fivére volt.

## Életpályája

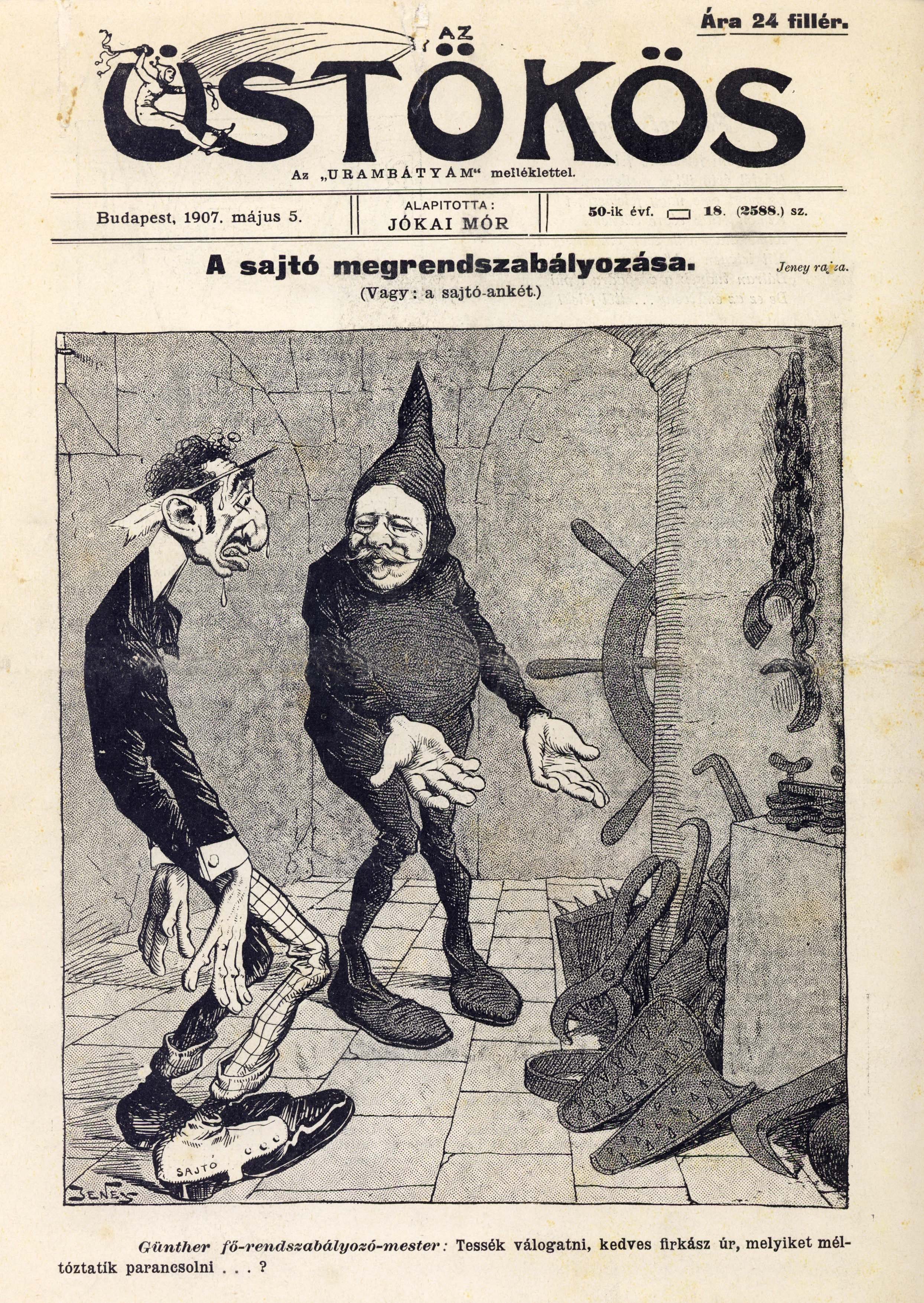
Jeney illusztrációja Az Üstökös című élclap címlapján (1907)

A Szatmár megyei Érendréden született Jeney Dezső és Szerdahelyi Mária fiaként. Közel húsz esztendősen került Budapestre, ahol Lotz Károly növendéke lett, a Képzőművészeti Főiskolán, majd a müncheni Képzőművészeti Akadémián folytatta tovább tanulmányait, Löffz professzor tanítványaként. 1902. június 2-án Budapesten, az Erzsébetvárosban házasságot kötött a nála kilenc évvel fiatalabb Ugron Jolánnal, Ugron János és Dragenicz Irma lányával, 1908-ban elváltak.
Illusztrátori tevékenységét közvetlenül Jankó János halála után kezdte meg, átvéve a nagy előd szinte teljes korábban végzett tevékenységét az akkori élclapoknál. A XIX. századvég, és a XX. századelő egyik meghatározó erejű grafikusává vált munkásságával, egyik vezető rajzolója a politikai élclapoknak. Szinte valamennyi korabeli élclap közölte aktuális rajzait, amelyeket éles karakterizáló képesség, egészséges humor, nagyvonalú rajzkészség tett teljessé. Dolgozott egyebek közt a Bolond Istók, Kakas Márton, Az Üstökös, Mátyás Diák, valamint a Borsszem Jankó című élclapoknak. Karikatúráit, rajzait egyszerű Jeney aláírással szignózta. 1950. május 18-án délelőtt 11 órakot hunyt el Budapesten szívizomérgörcs következtében.